# Daniel Dae Kim
Daniel Dae Kim (Busan, 4 agosto 1968) è un attore e produttore televisivo sudcoreano naturalizzato statunitense, conosciuto principalmente per i ruoli di Jin nella serie TV Lost e di Chin Ho Kelly in Hawaii Five-0.

## Biografia
Nato in Corea del Sud, all'età di 2 anni si trasferisce con la famiglia a Bethlehem (Pennsylvania). Nel 1996 ottiene il diploma di Laurea in recitazione all'Università di New York.
Daniel è un attore che vanta grande esperienza tanto in televisione quanto al cinema e in teatro. Una carriera, la sua, che negli ultimi anni lo ha portato a partecipare alla serie televisiva 24 e alla serie E.R. - Medici in prima linea, cosa questa che gli ha permesso di diventare un volto noto per il pubblico americano. Tra le altre cose ha vestito i panni dell'avvocato Gavin Park nella serie Angel ed è apparso in numerosi show come guest star. Ha avuto un ruolo da coprotagonista in tutte le sei stagioni della serie della ABC Lost.
Ha partecipato al film d'azione The Cave e a Spider-Man 2. Kim ha preso un master in Fine Arts alla NYU's Tisch School of the Arts e attualmente continua a lavorare in teatro dividendosi tra Los Angeles e New York.
Sul palcoscenico alterna autori come William Shakespeare e Samuel Beckett, ma non disprezza neppure ruoli nella commedia. Recentemente ha acquistato i diritti della novella di Leonard Chang ed ha intenzione di lanciarsi per la prima volta in una propria produzione indipendente.
Dal 2010 al 2017 è stato coprotagonista della serie televisiva Hawaii Five-0, in cui interpretava il personaggio di Chin Ho Kelly. Dal 2017 è anche produttore esecutivo dell'acclamata serie The Good Doctor. Nel 2018 ha interpretato Ben Daimio nel film Hellboy, diretto da Neil Marshall, previsto nelle sale nel 2019. Nel 2021 prende parte al doppiaggio del 59° Classico Disney Raya e l'ultimo drago. Nel 2024 ha ottenuto il ruolo del malvagio e tirannico Signore del Fuoco Ozai nella serie televisiva remake live-action su Netflix Avatar - La leggenda di Aang.
Vive con la moglie e i due figli ad Honolulu dal 2004.

## Filmografia

### Attore

#### Cinema
- American Shaolin, regia di Lucas Lowe (1991)
- Innamorati cronici (Addicted to Love), regia di Griffin Dunne (1997)
- The Jackal, regia di Michael Caton-Jones (1997)
- Space Retro, regia di Joe Pytka (1997)
- No Salida, regia di Bill Birrell (1998)
- Gioco d'amore (For Love of the Game), regia di Sam Raimi (1999)
- Buddy Toons, regia di John Lasseter (1999)
- Yakashi : The Full-Contact Warior, regia di Justin Lin  (1999)
- Looking for Bobby D, regia di Peymon Maskan (2001)
- Nate The Animals, regia di Robert Schwentke (2001)
- Amici x la morte (Cradle 2 the Grave), regia di Andrzej Bartkowiak (2003)
- Hulk, regia di Ang Lee (2003)
- Corri o muori (Ride or Die), regia di Craig Ross Jr. (2003)
- Sin - Peccato mortale (Sin), regia di Michael Stevens (2003)
- Spider-Man 2, regia di Sam Raimi (2004)
- Crash - Contatto fisico (Crash), regia di Paul Haggis (2004)
- Il nascondiglio del diavolo - The Cave (The Cave), regia di Bruce Hunt (2005)
- News Movie (The Onion Movie), regia di Tom Kuntz e Mike Maguire (2008)
- Death Games (Arena), regia di Jonah Loop (2011)
- The Divergent Series: Insurgent, regia di Robert Schwentke (2015)
- Hellboy, regia di Neil Marshall (2019)
- Finché forse non vi separi (Always Be My Maybe), regia di Nahnatchka Khan (2019)
- Estraneo a bordo (Stowaway), regia di Joe Penna (2021)

#### Televisione
- Law & Order - I due volti della giustizia (Law & Order) – serie TV, episodio 4x11 (1994)
- All-American Girl – serie TV, episodio 1x10 (1994)
- La valle dei pini (All My Children) – serie TV, 1 puntata (1995)
- Pacific Palisades –  serie TV, episodio 1x12 (1997)
- Night Man – serie TV, episodio 1x01 (1997)
- Beverly Hills 90210 – serie TV, episodi 8x03-8x04 (1997)
- NYPD - New York Police Department (NYPD Blue) – serie TV, episodio 5x05 (1997)
- Jarod il camaleonte (The Pretender) – serie TV, episodio 2x07 (1998)
- Seinfeld – serie TV, episodio 9x16 (1998)
- Brave New World, regia di Leslie Libman e Larry Williams – film TV (1998)
- Ally McBeal – serie TV, episodio 1x20 (1998)
- The Practice - Professione avvocati – serie TV, episodio 2x26 (1998)
- Cinque in famiglia (Party of Five) – serie TV, episodio 4x22 (1998)
- Fantasilandia (Fantasy Island) – serie TV, episodio 1x07 (1998)
- Crusade – serie TV, 12 episodi  (1999)
- Walker Texas Ranger (Walker, Texas Ranger) – serie TV, episodio 8x06 (1999)
- Star Trek: Voyager – serie TV, episodio 6x12 (2000)
- La signora in giallo - Appuntamento con la morte (Murder, She Wrote: A Story to Die For), regia di Anthony Pullen Shaw – film TV (2000)
- Ancora una volta (Once and Again) – serie TV, episodio 2x20 (2001)
- Streghe (Charmed) – serie TV, episodio 4x04 (2001)
- CSI - Scena del crimine (Crime Scene Investigation) – serie TV, episodio 2x10 (2001)
- Da un giorno all'altro (Any Day Now) – serie TV, 4x17 (2002)
- Angel – serie TV, 12 episodi (2002-2003)
- Momentum, regia di James Seale – film TV (2003)
- Street Time – serie TV, episodio 2x06 (2003)
- Miss Match – serie TV, 4 episodi (2003)
- Senza traccia (Without a Trace) – serie TV, episodio 2x11 (2004)
- Star Trek: Enterprise – serie TV, episodi 3x01-3x03-3x17 (2004)
- E.R. - Medici in prima linea (ER) – serie TV, 4 episodi (2003-2004)
- 24 – serie TV, 11 episodi (2003-2004)
- Lost - serie TV, 92 episodi (2004-2010) – Jin-Soo Kwon
- The Shield – serie TV, episodio 3x12 (2004)
- Lost: Missing Pieces – serie TV, 3 episodi (2007-2008)
- Andromeda (The Andromeda Strain), regia di Mikael Salomon –  miniserie TV (2008)
- Hawaii Five-0 – serie TV, 168 episodi (2010-2017)
- MacGyver - serie TV, episodio 1x18 (2017)
- The Good Doctor – serie TV, 4 episodi (2019)
- Flack – serie TV, 5 episodi (2020)
- The Hot Zone - Area di contagio (The Hot Zone) – serie TV, 6 episodi (2021)
- New Amsterdam – serie TV (2020-2023)
- Avatar - La leggenda di Aang (Avatar: The Last Airbender) – serie TV, 7 episodi (2024) – Ozai
- Butterfly – serie TV, 6 episodi (2025)

### Doppiatore
- Raya e l'ultimo drago (Raya and the Last Dragon), regia di Don Hall e Carlos López Estrada (2021)
- La leggenda di Korra (The Legend of Korra), serie animata Nickelodeon (2012-2014) – Hiroshi Sato
- She-Ra e le principesse guerriere (She-Ra and the Princesses of Power) – serie animata, 9 episodi (2019-2020)

## Doppiatori italiani
Nelle versioni in italiano delle opere in cui ha recitato, Daniel Dae Kim è stato doppiato da:
- Luigi Ferraro in Hawaii Five-0, MacGyver, Avatar - La leggenda di Aang
- Roberto Certomà in 24 (st. 3), The Hot Zone - Area di contagio
- Roberto Gammino ne Il nascondiglio del diavolo - The Cave, The Premise - Questioni morali
- Gianni Bersanetti in New Amsterdam, Estraneo a bordo
- Corrado Conforti in La signora in giallo - Appuntamento con la morte
- Valerio Sacco in CSI - Scena del crimine
- Fabrizio Picconi in Angel
- Tony Sansone in 24 (st. 2)
- Enrico Pallini in The Shield
- Gianluca Musiu in Lost
- Loris Loddi in Andromeda
- Fabio Boccanera in The Divergent Series: Insurgent
- Alessandro Quarta in The Divergent Series: Allegiant
- Francesco Bulckaen in The Good Doctor
- Gianfranco Miranda in Hellboy
- Alessandro D'Errico in Butterfly

Da doppiatore è sostituito da:
- Massimo Bitossi in She-Ra e le principesse guerriere
- Simone D'Andrea in Raya e l'ultimo drago